# Mertzig
Mertzig är en kommun och en stad i centrala Luxemburg. Den ligger i kantonen Diekirch och distriktet Diekirch, i den centrala delen av landet, 26 kilometer norr om huvudstaden Luxemburg. Antalet invånare är 1 952. Arean är 11,1 kvadratkilometer.
Terrängen i Mertzig är huvudsakligen platt.

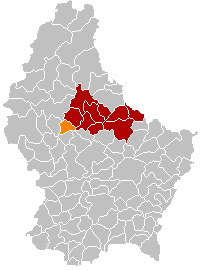
Mertzig markerad med orange i karta över Luxemburg

I omgivningarna runt Mertzig växer i huvudsak blandskog. Runt Mertzig är det ganska tätbefolkat, med 116 invånare per kvadratkilometer.